# اوکین (اکلاهما)
اوکین(به انگلیسی: Okeene) شهری در ایالت اکلاهما کشور ایالات متحده آمریکا است که جمعیت آن در سرشماری سال ۲۰۱۰ میلادی، ۱٬۲۰۴ نفر بوده‌است.